# Вархани
Вархани (груз. ვარხანი) — село в Грузии, на территории Адигенского муниципалитета края (мхаре) Самцхе-Джавахети.

## География
Село находится в южной части Грузии, на левом берегу реки Оцхе, на расстоянии приблизительно 10 километров (по прямой) к северо-востоку от посёлка городского типа Адигени, административного центра муниципалитета. Абсолютная высота — 1158 метров над уровнем моря.

## Население
По результатам официальной переписи населения 2014 года, в Вархани проживал 671 человек (321 мужчина и 350 женщин). В национальной структуре населения грузины составляли 98,4 %, армяне — 1 %, греки — 0,4 %.
| Год  | Население, человек |
| ---- | ------------------ |
| 2002 | 814                |
| 2014 | ↘ 671              |